# Rubén Darío Murillo
Rubén Darío Murillo Minota, né le 29 janvier 1990 à Apartadó, dans le département d'Antioquia, est un coureur cycliste colombien. Spécialisé en vitesse par équipes, il est champion panaméricain de cette discipline en 2016, 2017 et 2021.

## Repères biographiques
Né à Apartadó, Rubén Darío Murillo Minota a grandi à Chigorodó.
Murillo est originaire de l'Urabá antioqueño (es), une région où le football est roi. Il a d'abord pratiqué ce sport comme défenseur central au Manchester Urabá, un centre de formation de sa ville natale, y côtoyant Juan Cuadrado. Sa mère lui achète un vélo pour se rendre aux entraînements de football avant ses onze ans. Rapidement, il passe beaucoup de temps sur une piste de bicross après ses entrainements. Et doit bientôt choisir entre ces deux sports. Il choisira le cyclisme.
Mesurant 1,70 m, il représente son pays dans la discipline du BMX jusqu'à ses 21 ans. Lors de ses entrainements sur le vélodrome de Medellín, il croise John Jaime González, l'entraineur national de la piste qui le convainc de disputer un championnat de Colombie dans cette discipline. Il gagne le titre en vitesse par équipes et prend goût à la piste, surtout qu'on lui promit d'être soutenu s'il poursuivait.
Couronné de nombreuses fois en vitesse par équipes, il obtient son premier titre individuel en 2022, en s'adjugeant la médaille d'or en vitesse individuelle à Asuncion, lors des Jeux sud-américains.

## Palmarès

### Championnats du monde
- Apeldoorn 2011
  - 16e de la vitesse par équipes (éliminé au tour qualificatif)[2].
- Cali 2014
  - 10e de la vitesse par équipes.
- Saint-Quentin-en-Yvelines 2015
  - 16e de la vitesse par équipes.
- Hong Kong 2017
  - 11e de la vitesse par équipes.
- Apeldoorn 2018
  - 11e de la vitesse par équipes.
- Ballerup 2024
  - 6e de la vitesse par équipes[3] (éliminé au premier tour[4]).

### Coupe des nations
- 2021
  - 2e de la vitesse par équipes à Cali
- 2022
  - 3e de la vitesse par équipes à Cali

### Championnats panaméricains
- Aguascalientes 2014
  -  Médaillé d'argent de la vitesse par équipes (avec Fabián Puerta et Santiago Ramírez).
- Aguascalientes 2016
  -  Champion panaméricain de vitesse par équipes (avec Fabián Puerta et Santiago Ramírez).
- Couva 2017
  -  Champion panaméricain de vitesse par équipes (avec Fabián Puerta et Santiago Ramírez).
- Aguascalientes 2018
  -  Médaillé d'argent de la vitesse par équipes (avec Santiago Ramírez et Kevin Quintero).
- Cochabamba 2019
  - 11e de la vitesse individuelle[5].
  - Disqualifié de la vitesse par équipes (avec Santiago Ramírez et Vincent Pelluard)[6].
- Lima 2021
  -  Champion panaméricain de vitesse par équipes.
- San Juan 2023
  -  Médaillé de bronze de vitesse par équipes.
- Los Angeles 2024
  -  Champion panaméricain de vitesse par équipes.
- Asuncion 2025
  -  Médaillée d'argent de la vitesse par équipes (avec Kevin Quintero et Cristian Ortega).

### Jeux panaméricains
- Lima 2019
  -  Médaillé d'or de la vitesse par équipes
- Santiago 2023
  -  Médaillé d'argent de la vitesse par équipes

### Jeux sud-américains
- Santiago 2014
  -  Médaillé d'argent de la vitesse par équipes
- Cochabamba 2018
  -  Médaillé d'or de la vitesse par équipes
- Asuncion 2022
  -  Médaillé d'or de la vitesse
  -  Médaillé d'or de la vitesse par équipes

### Jeux d'Amérique centrale et des Caraïbes
- Veracruz 2014
  -  Médaillé d'argent de la vitesse par équipes
- Barranquilla 2018
  -  Médaillé de bronze de la vitesse par équipes

### Jeux bolivariens
- 2017
  -  Médaillé d'or de la vitesse par équipes (avec Fabián Puerta et Santiago Ramírez)

### Championnats nationaux

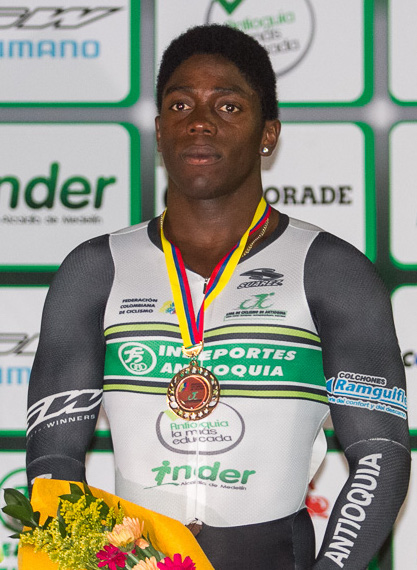
Rubén Murillo sur le podium de la vitesse individuelle des championnats de Colombie de 2013.

- Champion de Colombie de vitesse par équipes en 2010, 2011, 2012, 2013
- Medellín 2016
  -  Médaillé d'or de la vitesse par équipes (avec Juan David Ochoa et Santiago Ramírez)[7].
- Cali 2017
  -  Médaillé d'or de la vitesse par équipes (avec Santiago Ramírez et Fabián Puerta)[8].
- Cali 2018
  -  Médaillé d'argent du kilomètre[9].
  -  Médaillé d'argent du keirin[10].
  -  Médaillé de bronze de la vitesse individuelle[11].
  -  Médaillé de bronze de la vitesse par équipes (avec Fabián Puerta et Juan David Ochoa)[12].
- Cali 2019
  -  Médaillé d'or de la vitesse par équipes (avec Santiago Ramírez et Vincent Pelluard)[13].
  -  Médaillé de bronze du kilomètre[14].
  -  Médaillé de bronze de la vitesse individuelle[15].
- Juegos Nacionales Cali 2019
  -  Médaillé d'or de la vitesse par équipes des XXI Juegos Deportivos Nacionales (avec Santiago Ramírez et Juan David Ochoa)[16].
  -  Médaillé de bronze du kilomètre des XXI Juegos Deportivos Nacionales[17].
  -  Médaillé de bronze de la vitesse individuelle des XXI Juegos Deportivos Nacionales[18].
- Cali 2021
  -  Médaillé d'or de la vitesse par équipes (avec Santiago Ramírez et Juan David Ochoa)[19].
- Cali 2022
  -  Médaillé d'or de la vitesse par équipes (avec Juan David Ochoa, Carlos Daniel Echeverri et Santiago Ramírez)[20].
- Medellín 2023
  -  Médaillé d'or de la vitesse par équipes (avec Carlos Echeverri et Santiago Ramírez)[21].
  -  Médaillé de bronze du kilomètre[22].
- Juegos Nacionales Eje Cafetero 2023
  -  Médaillé de bronze de la vitesse par équipes des XXII Juegos Deportivos Nacionales (avec Santiago Ramírez et Juan David Ochoa)[23].
- Medellín 2024
  -  Médaillé d'or de la vitesse par équipes (avec Santiago Ramírez, Juan Esteban Duque et John Esteban Beltrán)[24].